# 议论堡镇
议论堡镇，是中华人民共和国河北省沧州市任丘市下辖的一个乡镇级行政单位。

## 历史沿革
- 1949年，议论堡镇境域属任丘县一区
- 1961年成立议论堡公社。
- 1982年改乡。
- 2020年，撤乡设镇。[2]

## 行政区划
议论堡镇下辖以下地区：
议论堡村、李家村、魏家村、田家庄村、孙家坞村、三杰村、守练村、阁辛庄村、大征村、西南庄村、程村、三坊村、石村、东张各庄村、东长洋村、东大坞村、陈村、野王庄村、东庄店村、小门村和邢村。